# Ed Cota
Eduardo Enrique Cota  (Los Ángeles, California, 19 de mayo de 1976)  es un exjugador de baloncesto estadounidense, con nacionalidad panameña. Con 1.86 de estatura, jugaba en la posición de base. Fue miembro de la selección de baloncesto de Panamá, con la que disputó la Copa Mundial de Baloncesto de 2006.

## Trayectoria

### Etapa universitaria
Egresado de la Samuel J. Tilden High School de Brooklyn, Nueva York, jugó un año en la St. Thomas More School de Montville, Connecticut antes de ser reclutado por los North Carolina Tar Heels -el equipo de la Universidad de Carolina del Norte-, luego de haberse destacado en el McDonald's All-American Game de 1996.
Le tocó sumarse a un equipo en el que habían grandes figuras como Shammond Williams, Vince Carter y Ademola Okulaja. Cota terminó su carrera universitaria habiendo registrado el récord de ser el primer jugador de la historia en la NCAA en haber marcado más de 1000 puntos, haber entregado más de 1000 asistencias y haber capturado más de 500 rebotes. 
Sin embargo, pese a sus estadísticas, no fue escogido por ninguna franquicia en el Draft de la NBA de 2000.

### Etapa profesional
Cota jugó su primera temporada como profesional con los Gary Steelheads, un equipo que en esa época competía en la CBA. Posteriormente migró a Europa, donde se destacaría jugando para el Telindus Oostende de Bélgica, el Zalgiris Kaunas de Lituania, el BC Dinamo San Petersburgo de Rusia (con el que ganó el FIBA Europe League 2004-05), el FC Barcelona de España, el Hapoel Jerusalem de Israel y el Stal Ostrów Wielkopolski de Polonia.  
Pese a su exitosa carrera en el baloncesto europeo, el base intentó en varias oportunidades llegar a la NBA, participando en las ligas de verano de equipos como los Indiana Pacers, Washington Wizards y Los Angeles Clippers. 

## Selección nacional
Siendo descendiente de inmigrantes panameños, Cota jugó con el seleccionado nacional de ese país centroamericano. Fue parte del plantel que se coronó campeón del Centrobasket 2006 y que jugó en la Copa Mundial de Baloncesto de ese mismo año en Japón. 

## Palmarés

### Clubes
- 2001-02 BLB. BEL. Telindus Oostende. Campeón.
- 2003-04 LKL. LTU. Zalgiris Kaunas. Campeón.
- 2004-05 FIBA Europe League. Dínamo San Petersburgo. Campeón.

### Selección
- 2006 Centrobasket. Selección de Panamá. Medalla de Oro.

### Menciones individuales
- 2000 NCAA. Primer jugador en lograr 1.000 puntos, 1.000 asistencias y 500 rebotes.